# Oghamstein von Aghaleague

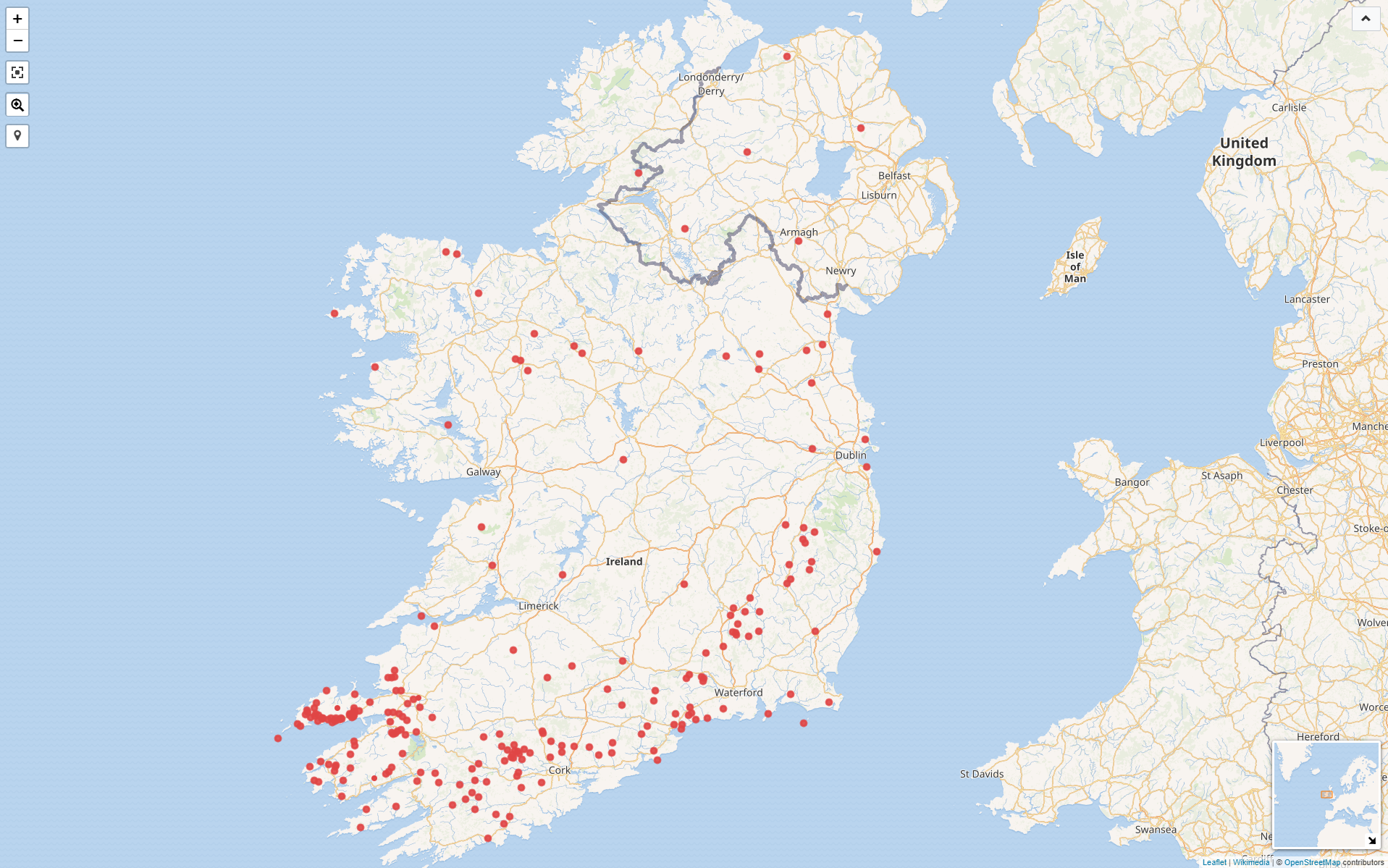
Oghamsteine in Irland

Der Oghamstein von Aghaleague steht in unmittelbarer Nähe der Straße R314, gegenüber der Heathfield National School, im Townland Aghaleague (irisch Achadh Liag – „Feld des Steinpfeilers“) südöstlich von Ballycastle im County Mayo in Irland.
Es ist ein 2,03 m hoher, unten 1,98 m breiter und nur 0,15 m dicker Oghamstein in Form eines Keils aus lokalem Sandstein. Die kaum leserliche Inschrift lautet:
᚛ᚋᚐᚊᚐᚉᚈᚑᚋᚐᚊᚌᚐᚏ᚜ MAQACTOMAQGAR. Sohn von Acto, Sohn von Gar.
Der Stein wurde von Sabine Ziegler auf 550 bis 700 n. Chr. datiert.
Die lokale Überlieferung behauptet, dass dies der Stein von König Garbry (Cairbre), Sohn des Amalgaid, Prinz von Tirawley (Tír Amhlaidh, „Land Amalgaids“, eine Region und spätere Baronie, in welcher Aghaleague gelegen ist, benannt nach Amalgaid mac Fiachrae, gest. 440 n. Chr.) sei.